# Koszmosz–458
Koszmosz–458 (oroszul: Космос–458) szovjet DSZ–P1–Ju típusú radarcél-műhold volt, melyet 1970 novemberében indítottak.

## Küldetés
Kijelölt pályán mérési etalonként segítette a földi felderítő (radar)rendszerek technikai műveleteinek végrehajtását.

## Jellemzői
1971. november 29-én a Pleszeck űrrepülőtérről, az LC–133/1 (LC–Launch Complex) jelű indítóállványról egy Koszmosz–2M (GRAU-kódja: 11K63) hordozórakétával állították alacsony Föld körüli pályára (LEO = Low-Earth Orbit). Az orbitális pályája 92,3 perces, 71 fokos hajlásszögű, elliptikus pálya-perigeuma 283 kilométer, apogeuma 523 kilométer volt.
Hasznos tömege 325 kilogramm. Alakja hengeres, átmérője 1,2, hossza 1,8 méter. A sorozat felépítését, szerkezetét, alapvető fedélzeti rendszereit tekintve egységesített, szabványosított űreszköz. Az űreszközre napelemeket rögzítettek, éjszakai (földárnyék) energiaellátását kémiai akkumulátorok biztosították.
1972. április 20-án 143 nap (0,39 év) után földi parancsra belépett a légkörbe és megsemmisült.